# Otwarty System Antyplagiatowy
Otwarty System Antyplagiatowy (OSA) – program komputerowy powstały w ramach projektu realizowanego przez Międzyuniwersyteckie Centrum Informatyzacji (MUCI) przy współpracy z Instytutem Podstaw Informatyki Polskiej Akademii Nauk (IPI PAN). Stosowany jest na uczelniach w toku przyznawania tytułów zawodowych oraz stopni naukowych jako narzędzie wspomagające wykrywanie nieuprawnionych zapożyczeń (plagiatów).

## Cechy
OSA do porównania tekstów nie korzysta ze standardowych algorytmów znajdowania najdłuższych wspólnych podciągów znakowych. W silniku systemu zaimplementowano hybrydowe połączenie kilku metod analizy języka naturalnego (ang. natural language processing – NLP). Zbieżność treści jest oceniana z pomocą 5 różnych miar podobieństwa, które nie wymagają użycia oryginalnych treści prac, lecz odpowiednich struktur danych przechowującymi częściową informację o tekstach. W konsekwencji:
1. Dane na jakich pracuje OSA są szczególnym rodzajem nieodwracalnych skrótów – tzn. nie można z nich odtworzyć oryginalnych treści prac.
2. Proces porównania skrótów zgromadzonych w bazie danych jest wystarczający do wskazania zapożyczeń pomiędzy badanymi dokumentami. Podejście to odznacza się lepszą efektywnością niż tradycyjne porównywanie oryginalnych tekstów. Dzięki temu uzyskuje się większą odporność na powszechnie stosowane sposoby kamuflażu plagiatowania (przestawianie szyku lub kolejności zdań, stosowanie synonimów, podstawienia czcionek lub tworzenia pracy z kilku źródeł)[2].
3. OSA jest w stanie, poprzez nieodwracalne skróty, utworzyć indeksację dowolnie dużego zbioru prac referencyjnych. Najczęściej są to zbiory dostarczone przez użytkownika w formatach tekstowych: txt, rtf, pdf, doc, docx, odt.

W przypadku stwierdzenia zbyt dużego podobieństwa między badaną pracą a referencyjną, OSA oferuje szereg narzędzi, które pomagają przeanalizować podejrzane treści. Takie badanie odbywa się na zbiorze prac dyplomowych danej uczelni jak również w bazie polskojęzycznych stron internetowych.

## Historia
Otwarty System Antyplagiatowy powstał jako odpowiedź na coraz bardziej rażące zjawisko plagiatowania prac dyplomowych na polskich uczelniach. Jest rozwijany w ramach projektu realizowanego przez Międzyuniwersyteckie Centrum Informatyzacji (MUCI) działające jako wydzielona jednostka organizacyjna Uniwersytetu im. Adama Mickiewicza w Poznaniu, utworzona z inicjatywy Konferencji Rektorów Uniwersytetów Polskich. MUCI jest finalistą IX edycji konkursu Lider Informatyki tygodnika Computerworld w kategorii organizacje użyteczności publicznej. Projekt jest współfinansowany przez uczelnie wchodzące w skład MUCI, które mają wpływ na funkcjonalności systemu. W celu polepszenia efektywności wykrywania zapożyczeń nawiązano współpracę z IPI PAN - właścicielem polskiej semantycznej wyszukiwarki internetowej NEKST. W konsekwencji uzyskano możliwość analizy antyplagiatowej w bazie ponad 600 mln stron internetowych bez konieczności generowania zapytań do zewnętrznych podmiotów takich jak Google, Yahoo itp.

## Obsługiwane bazy referencyjne
OSA współpracuje z następującymi bazami:
- uczelniane repozytorium prac dyplomowych (importowane np. z APD – USOS),
- uczelniane repozytorium prac zaliczeniowych (tworzone w systemie OSA przez studentów i nauczycieli akademickich),
- baza ponad 600 mln dokumentów internetowych zebranych przez wyszukiwarkę NEKST,
- baza aktów prawnych zebranych przez NEKST ze stron różnych organizacji rządowych.

## Najważniejsze funkcje[6]
- Wyszukiwanie zapożyczeń w bazie referencyjnej.
- Wyszukiwanie zapożyczeń w bazie internetowej poprzez NEKST bez przesyłania oryginału pracy poza serwer uczelni.
- Wyliczanie statystyk antyplagiatowych.
- Powiadomienia mailowe o zakończonym sprawdzaniu zawierające plik pdf z podsumowaniem wyników.
- Obsługa wielu typów plików (pdf, doc, docx, rtf, txt, odt, zip, rar).
- Import do bazy prac referencyjnych OSY z archiwów prac akademickich .
- Obsługa kolekcji służąca krzyżowemu sprawdzaniu prac zaliczeniowych i porównaniu ich z zasobami internetowymi.
- Autoryzacja użytkownika poprzez login/hasło, LDAP, CAS.
- Pełna dwukierunkowa integracja z systemem Uniwersyteckim Systemem Obsługi Studiów i Archiwum Prac Dyplomowych.
- Multiplatformowość i wielowątkowość.
- Szczegółowe porównanie i ujednolicone szczegółowe porównanie - narzędzia do konfrontacji ze sobą prac mających ze sobą wspólne frazy.
- Rozpoznawanie w tekście równań matematycznych, cyfr arabskich i rzymskich, deszyfracji podstawień czcionek.

## Publikacje
1. Marek Kowalski, Imitacja i ignorancja, Zeszyty Naukowe Politechniki Rzeszowskiej, vol. 15, pp. 69 – 74, 2008.
2. Salha Alzahrani, Naomie Salim, Ajith Abraham, Understanding plagiarism linguistic patterns textual features and detection methods, IEEE Transactions on Systems, Man, and Cybernetics - Part C: Applications and Reviews, Vol. XX, No. XX, pp. 1 – 17, 2011.
3. Marek Kowalski, Marek Szczepański, Akademicka przestępczość w cyberprzestrzeni, Brunon Hołyst, Jacek Pomykała (ed.) Cyberprzestępczość i ochrona informacji, str. 113 – 126, ISBN 978-83-7520-076-8, 2011.
4. Marek Szczepański, Metody porównywania tekstów – analiza częstościowa, Brunon Hołyst, Jacek Pomykała (ed.) Cyberprzestępczość i ochrona informacji. Bezpieczeństwo w Internecie. Tom II, str. 329 – 347, ISBN 978-83-7520-131-4, 2013.
5. Marek Szczepański, Algorytmy klasyfikacji tekstów i ich wykorzystanie w systemie wykrywania plagiatów, Oficyna Wydawnicza Politechniki Warszawskiej, ISBN 978-83-7814-189-1, 2014.
6. Marek Szczepański, Testy skuteczności algorytmu preselekcji Otwartego Systemu Antyplagiatowego, Brunon Hołyst, Jacek Pomykała, Piotr Potejko (ed.) Nowe techniki badań kryminalistycznych a bezpieczeństwo informacji, str. 248 – 256, PWN, ISBN 978-83-01-17890-1, 2014.
7. Marek Kowalski, Piotr Kruszyński, Ścibór Sobieski, Maciej Sysak, Geneza, architektura i testy otwartego systemu antyplagiatowego, Brunon Hołyst, Jacek Pomykała, Piotra Potejko (ed.) Nowe techniki badań kryminalistycznych a bezpieczeństwo informacji, str. 257 – 273, PWN, ISBN 978-83-01-17890-1, 2014.
8. Marek Kowalski, Marek Szczepański, Identity of academic theses, Teresa Dobrzyńska, Raya Kuncheva (ed.) Resemblance and Difference. The Problem of Identity, Instytut Badań Literackich Polskiej Akademii Nauk, Instytut Literatury Bułgarskiej Akademii Nauk, str. 259 – 278, ISBN 978-954-8712-97-2, 2015.